# Safsaf
Safsaf (em árabe: صفصاف) é uma cidade e comuna localizada na província de Mostaganem, Argélia. Segundo o censo de 2008, a população total da cidade era de 13 980 habitantes.